# Samočisticí stavební materiál
Samočisticí stavební materiál je stavební materiál na bázi cementu, do kterého byla přidána fotokatalytická přísada, tzv. fotokatalyzátor. Fotokatalyzátor je látka, která urychluje fotolýzu, což je přirozený rozklad některých látek působením světla. Mezi znečiťující látky rozložitelné fotokatalýzou patří např. oxidy dusíku, oxidy síry, oxid uhelnatý, ozón, čpavek, sirovodík ), chlorované uhlovodíky, dioxiny, chlorbenzen, chlorfenol, jednoduché uhlovodíky, aromatické uhlovodíky (benzen, fenol, toluen, etylbenzen, o-xylen), pesticidy a také bakterie, viry, houby nebo částice mikroprachu. Konečným produktem pak bývají běžné a stabilní sloučeniny odstranitelné větrem nebo deštěm.

## Charakteristika
Stavební materiál, při jehož výrobě byl použit fotokatalický cement, např. TioCem, má kromě samočisticí funkce, kdy díky fotokatalýze je povrch materiálu odolný proti rozvoji organických nečistot a dlouhodobě si tak udržuje původní vzhled a barvu, také schopnost rozkládat nežádoucí znečisťující látky ve svém blízkém okolí. Fotokatalytický cement se vyrábí v barvě šedé nebo bílé, lze ho i barevně upravovat.

## Technologie
Konkrétní průmyslové aplikace principu fotokatalýzy se mohou lišit především druhem katalyzátoru. Nejčastěji je používán nanokrystalický oxid titaničitý TiO2, který je aktivován UV-A zářením. Tento fotokatalyzátor, použitý v cementu TioCem využívá patentovaná technologie TX Active. Mezi další fotokatalyzátory patří např. oxid zinečnatý (ZnO), oxid cíničitý (SnO2), oxid zirkoničitý (ZrO2), kadmium sulfid (CDS) a fotokatalyzátory smíšené. Výhodou všech fotokatalyzátorů je, že se reakcí nespotřebovávají a jejich množství v materiálu zůstává zachováno.
Technologie TX Active, používaná zejména při výrobě fasádních panelů z pohledového betonu, již byla využita na řadě staveb ve světě, ale i v České republice a to v souladu s evropskou normou EN 197-1.
Jinou technologií, využívající fotokatalýzu je např. technologie Nanopor photokat, používaná při vyrobě omítek. Další technologie jsou předmětem vývoje v návaznosti na vytvoření soustavy technických norem pro spolehlivé hodnocení technických vlastností fotokatalytických produktů a jejich certifikace.

## Použití
Samočisticí stavební materiály lze použít na všechny běžné stavební prvky na bázi cementu: fasádní panely, betonová dlažba, střešní krytina, protihlukové panely, sklocementové výrobky, zahradní a parkové prvky atd. Lze je použít všude tam, kde je přítomno UV záření, ať už přirozené (jako složka slunečního záření), nebo umělé, pocházející z odpovídajících instalovaných světelných zdrojů. Vlastností samočisticích stavebních materiálů využívají architekti k trvalému udržení vzhledu realizovaných staveb i k ochraně okolního životního prostředí.

## Příklady realizace
- Kostel Boha Milosrdného otce, Řím, Itálie
- Průmyslový archiv Électricité de France (EDF), Bure - Saudron, Francie[4]
- Aqua Life Garden, Tatton Park, Spojené království
- 12 lofts, Praha 6, Česko

## Samočisticí nátěr

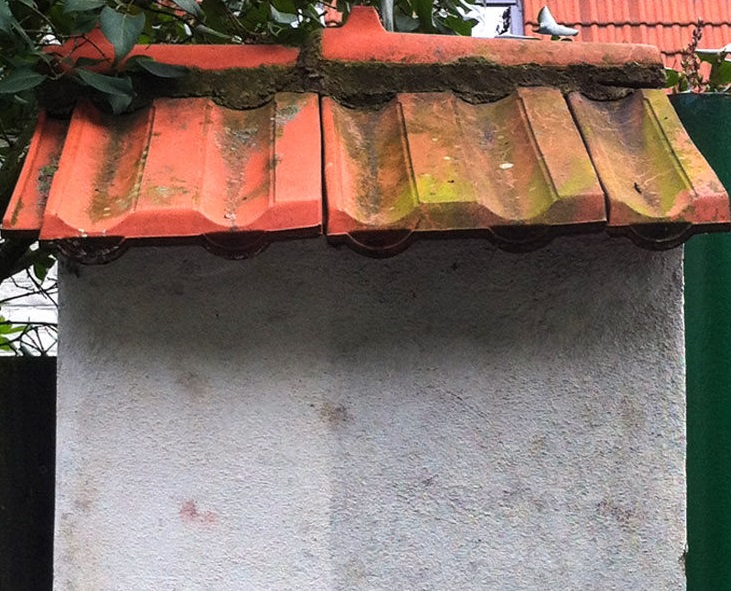
Sloupky po 7 letech ve vlhkém prostředí. Levá strana byla ošetřena samočisticím nátěrem.

Samočisticí (fotokatalytický) nátěr je nátěr s fotokatalytickou přísadou. Nátěr lze použít v exteriéru i interiéru. Samočisticí účinek je závislý na síle fotokatalyzátoru, tj. na kvalitě výrobku. V exteriéru účinně a dlouhodobě zbavuje fasádu špíny. Chraní před usazováním a růstem plísní, řas, mechů a prodlužuje životnost fasády. V interiéru zbavuje alergenů, roztočů, bakterií a virů, ale zároveň i pachů (např. od domácích mazlíčků, cigaret či z kuchyně). Působí jako čistička vzduchu, snižuje riziko přenosu infekčních chorob, zmírňuje alergické reakce a riziko onemocnění astmatem.
Konkrétní druhy nátěrů se mohlou lišit použitým fotokatalyzátorem a rozpouštědlem. Nejčastěji se používá nanokrystalický oxid titaničitý (TiO2), který je aktivován UV-A zářením, samočisticí efekt tedy funguje pouze tehdy, pokud na nátěr svítí denní světlo nebo je nátěr nasvícen UV-A lampou.